# Gildo Arena
Ermenegildo „Gildo“ Arena (* 25. Februar 1921 in Neapel; † 8. Februar 2005 in Castel Volturno) war ein italienischer Wasserballspieler. Er war Europameister 1947, Olympiasieger 1948 und Olympiadritter 1952.

## Karriere
Gildo Arena gewann 1939, 1941, 1942, 1949 und 1950 den italienischen Meistertitel mit Rari Nantes Napoli. 1951 wechselte er innerhalb seiner Heimatstadt zum Ruderklub Circolo Canottieri, mit dem er 1951 den Meistertitel gewann. Für seinen Wechsel erhielt er einen Fiat 500 und 500.000 Lire, weshalb er eigentlich als Profi nicht mehr bei Olympischen Spielen hätte antreten dürfen, nur erfuhr damals offiziell niemand von dem Auto und dem Geld.
Bei der ersten Wasserballeuropameisterschaft nach dem Zweiten Weltkrieg, die 1947 in Monte Carlo ausgetragen wurde, siegte die italienische Mannschaft mit Pasquale Buonocore, Gildo Arena, Emilio Bulgarelli, Aldo Ghira, Mario Majoni, Geminio Ognio, Gianfranco Pandolfini, Tullio Pandolfini, Luigi Raspini, Umberto Raspini und Cesare Rubini. Die Italiener gewannen ihre Vorrundengruppe und besiegten in der Finalrunde die Mannschaften aus Schweden und Belgien. Im Jahr darauf trat die italienische Mannschaft bei den Olympischen Spielen in London mit neun Europameistern an, nur die Brüder Raspini fehlten. Die italienische Mannschaft siegte vor Ungarn und den Niederlanden. Die Italiener spielten in der Vorrunde Unentschieden gegen Jugoslawien, gewannen aber alle anderen Partien, wobei Gildo Arena insgesamt 13 der 39 italienischen Treffer erzielte und hinter Aldo Ghira (19 Tore) zweitbester Schütze seiner Mannschaft war.
1950 fand in Wien die Europameisterschaft statt. Jede der sieben teilnehmenden Mannschaften trat gegen jede andere Mannschaft an. Die Italiener gewannen drei Spiele und verloren dreimal. Damit belegten sie den vierten Platz hinter den Mannschaften aus den Niederlanden, den Schweden und den Jugoslawen. Zwei Jahre später bei den Olympischen Spielen 1952 in Helsinki qualifizierten sich die Italiener mit einem 16:1 über Indien für die Vorrunde. Mit einem ersten Platz in der Vorrundengruppe und in der Halbfinalgruppe erreichten die Italiener die Finalgruppe. Nach zwei Niederlagen gegen Ungarn und Jugoslawien erhielten die Italiener die Bronzemedaille hinter diesen beiden Teams.
Gildo Arena war ein hervorragender Freistilschwimmer, der auch mehrere italienische Meistertitel über 100 und 200 Meter Freistil sowie mit der Staffel gewann.